# Pedro Carbonell Pinto Vigo y Correa
Pedro Carbonell Pinto Vigo y Correa (1720 - 2 de agosto de 1805) fue un General Brigadier español que ejerció la labor de gobernador y capitán general de Venezuela durante un periodo que se extiende desde 1792 hasta 1799, en que una enfermedad lo obligó a abandonar el cargo.

## Capitán General de Venezuela
El 13 de junio de 1792, mientras aún se encontraba gobernando la Provincia de Nueva Andalucía,  Pedro Carbonell fue nombrado Capitán General de Venezuela. Así, el 1 de octubre de ese mismo año, asume el cargo en la ciudad de Caracas. Sin embargo, este solo fue el primero de los cargos políticos que ocupó, pues, eventualmente, va ocupando diversos cargos en la provincia americana. Así, el 19 de junio de 1792 se convierte en Capitán General de la provincia y sus anexas; al mes siguiente, el 19 de julio, es ya nombrado Gobernador, nuevamente sólo en Venezuela, y posteriormente es ya Presidente de la Real Audiencia. De esta forma, ejerce el cargo de gobernador de Venezuela y el de militar y judicial de la provincia y sus anexas. 
Al año siguiente, el 20 de mayo de 1793, promulga la declaración de guerra a Francia. En 1795, se ve obligado a hacerle frente a una revuelta protagonizada por los esclavos negros en Coro, liderada por el esclavo zambo José Leonardo Chirino. 
El 18 de febrero de 1797, una flota de 18 buques de guerra británicos bajo el mando de Sir Ralph Abercromby invadió y tomó la isla de Trinidad. A los pocos días, el último gobernador español, Don José María Chacón, entregó la isla a Abercromby firmando la capitulación en San Jose de Oruña .
El 13 de julio de 1797, se desata en La Guaira la conspiración de Gual y España considerada como el primer movimiento independentista que buscaba alejar a Venezuela del Imperio español. 
El 14 de febrero de 1799, abandona la capitanía general venezolana a causa de una enfermedad, siendo reemplazado interinamente por el teniente del Rey Joaquín de Zubillaga. Sus últimos años los vivió en unas condiciones de pobreza y enfermedad. Muere en Caracas el 2 de agosto de 1805.

## Otros cargos
- (1774 - noviembre de 1779) Gobernador de Panamá nombrado por Carlos III
- (1789 - junio de 1792) gobernador de la Provincia de Nueva Andalucía